# 花尾缨口鳅
花尾缨口鳅（学名：Formosania fascicauda）为平鳍鳅科爬岩鳅科的鱼类，是中国的特有物种。分布于福建九龙江及木兰溪等沿海小溪等，多栖息于山区溪多砾砂石底质的河段。该物种的模式产地在福建福清。其种加词“fascicauda”中，“fasci”意为“条带”，“cauda”意为“尾”。